# Gastendonck
Gastendonck was een adellijk huis ten noorden van de Nederlandse plaats Horst, provincie Limburg. 

## Geschiedenis
De eerst bekende eigenaar van Gastendonck was het echtpaar Herman van der Horst en Christina van Gend omstreeks 1450. Gastendonck werd geërfd door hun dochter Christina, die met Arnold van Wachtendonk in het huwelijk trad. Christina en Arnold lieten Gastendonck na aan hun zoon Herman van Wachtendonk. Hij erfde ook nog het riddermatige goed Germenzeel en een deel van de tiendrechten van Horst.
De laatste eigenaar uit de familie Van Wachtendonk was Arnold, die in 1671 het huis en een derde deel van de tiendrechten verkocht aan baron Willem Vincent van Wittenhorst. Deze baron had omvangrijke bezittingen, waaronder het kasteel Ter Horst. Na zijn overlijden in 1674 volgde zijn zoon Johan Willem hem op, maar de achtergebleven weduwe Cecilia Catharina van Bocholtz behield het vruchtgebruik. In 1712 gaf zij het goed Gastendonck aan haar rentmeester Gerard van Douveren, wegens zijn vele verdiensten.
Via het huwelijk van Johan Willems kleindochter Maria Theresia met Franciscus Antonius Rouffs kwam Gastendonck in zijn familie terecht. In 1876 verkocht de toenmalige eigenaar, de familie Steffens, het goed aan landbouwer Pieter Jan Weijs. Nazaten van Weijs exploiteren anno 2023 een restaurant in de huidige boerderij Gastendonk.

## Beschrijving
In 1712 werd Gastendonck omschreven als een huis met schuren, moestuin, weiland en akkers. Het is niet bekend hoe het huis er heeft uit gezien, maar het zal een bescheiden omvang hebben gehad. Kaarten van begin 19e eeuw laten twee gebouwen zien.
Na de aankoop van het huis in 1876 verwijderde de nieuwe eigenaar Pieter Jan Weijs eerst de verdieping. Zijn nazaten hebben het huis nog verder verbouwd en de opstallen vervangen, waardoor de huidige boerderij ontstond.
Aerwinkel · Kasteel Afferden · Aldt Huys · Aldenborgh · Kasteel Aldenghoor · Aldenhoven · Alte Burg · Kasteel Amstenrade · Slot Annendael · Kasteel Arcen · Baersdonck · Bakvliet · Baronsberg · Baxhof · Beegden ·  Benzenrade · Kasteel De Berckt · Kasteel Bethlehem · Beusdaelshof · Binsfeld · Huis Blankenberg · Kasteel Bleijenbeek · Blitterswijck · Boerlo · Bolberg · Bollenberg · Kasteel De Bongard · Borggraaf · Kasteel d'Erp · Kasteel Borggraaf · Kasteel Borgharen · Kasteel Born · Huis Bree · Breust · Kasteel Broekhuizen · Broekhuizen · Gracht Burggraaf · Kasteel De Burght · Kasteel Cartils · Cloppenburg (Oost-Maarland) · Kasteel Cortenbach · Huis De Dael · Dammerscheid · Kasteel De Bockenhof · De Donck (Sevenum) · De Donck (Swolgen) · De Dorth ·  Huis ten Dijcken · Kasteel Doenrade · De Doom · Douve · Douvenrade · De Dries · Kasteel Erenstein · Kasteel Eijsden · Eijsden · Einrade · Kasteel Elsloo · Ensenbroek · Eperhuis · Etzenraderhuuske · Exaten · Kasteel Eijckholt · Kasteel Eyckholt · Eys · Gastendonck · Kasteel Genbroek · Gebroken Slot · Kasteel Geijsteren · Kasteel Op Genhoes · Kasteel Genhoes · Genneperhuis · Kasteel Het Geudje · Kasteel Geulle · Kasteel Geusselt · Geijsteren · Gen Heck · Ghoor · Kasteel Goedenraad · Kasteel Grasbroek · Kasteel Groenendaal · Groethof · Groot Paarlo · Kasteel van Gronsveld · De Gun ·Kasteel Haeren · Kasteel Den Halder · Heerlaer · Heeze · Heijen · 's-Herenanstel · Kasteel Hillenraad · Kasteel Hoensbroek · Hoenshuis · Holstrate · Holtmühle · Huize Holtum · Kasteel Horn · De Horst · Huys ter Horst · Ten Hove (Grathem) · Ten Hove (Panningen) · Huis Brias · Huis Darth ·  Kasteel Hurpesch · Kasteel Sint-Jansgeleen · Kasteel Jerusalem · Kasteel Kaldenbroek · Den Kamp · Kasteel Karsveld · Kasteel Keverberg · Klein Paarlo · Klimmender Huuske · De Kolck · Koppelberg · Laar · Landsfort · Kasteel Lemiers · Kasteelruïne Lichtenberg · Kasteel Limbricht · Lonesteyn · Huize Lovendael · Mazenburg · Kasteel van Meerlo · Kasteel Meerssenhoven · Meezenbroek · Kasteel van Mheer · Middelaar · Kasteel Millen · Kasteel Montfort · Movert · Mulrode · De Munt · Château Neercanne · Kasteel Neubourg · Nienghoor · Huis Nierhoven · Kasteel Nieuwenbroeck · Nije Huys · Kasteel Nijenborgh · Kasteel Nijswiller · Nijthuysen · Kasteel Obbicht · Oedenrade · Kasteel Ooijen · Kasteel Oost (Valkenburg) · Kasteel Oost (Oost-Maarland) · Kasteel Ouborg · Overen · Kasteel Passarts-Nieuwenhagen · Prickenis · Prinsenhof · Puth · De Putting · Raath · De Raay · Ravenhof · Kasteel Reijmersbeek · Kasteel van Rijckholt · Kasteel Rivieren · Rodenbroek · Rosendaal · Kasteel Schaesberg · Kasteel Schaloen · Te Scharen · Schenkenburg · Kasteel Scheres · De Spijker (Geijsteren) · De Spijker (Leeuwen) · Huis Severen · Sibberhuuske · Château St. Gerlach · Spraland · Huis De Spyker · Huize Stalberg · Stalberg (Wellerlooi) · De Steeg · Kasteel Stein · Steinhagen · Steenen Huis · Stoel van Swentibold · Strijthagen (Landgraaf) · Strijthagen (Welten) · Struyver · Kasteel Terborgh · Terlinden (Wijnandsrade) · Terveurdt · Ter Weyer · Kasteel Ter Worm · De Tombe · Huis De Torentjes · Triest · Trippaert · Kasteel Vaalsbroek · Kasteel Vaeshartelt · Valkenburg · Vliek · De Vroenhof · Vrijburg · Kasteel Wambach · Warenberg · Well · Weyershof ·  Wijlre · Kasteel Wijnandsrade · Wijnandsrade · Wijnantshof · Wissegracht · Huize Witham · Kasteel Wittem · Wolfrath · Wylre